# Simone Tang
Simone Tang er en dansk musiker og skuespiller.
Simone har flere musikalske udspil bag sig. Hun har skrevet sange til flere danske såvel som udenlandske spillefilm, herunder den amerikanske Murder in the dark, den danske børnefilm Karla og Jonas og ungdomsdramaet "En to tre nu", m.m.
Simone udgav i 2015 sin første dansksprogede single i eget navn, sangen "Klovnesko", og forventes at udgive et engelsksproget projekt i starten af 2018, mens hun færdiggør sine studier i sangskrivning på Det Jyske Musikkonservatorium.
I 2009 spillede hun en af hovedrollerne i Nils Malmros' film Kærestesorger af Nils Malmros. Hun modtog prisen for "Bedste Kvindelige Skuespiller" ved Shanghai International Festival i 2009 for sin rolle i filmen.

## Simone Tang Band
I 2009 dannede Tang et et band med pianist Adi Zukanovic, samt bassist Søren Østergaard, trommeslager Jazper Lindenhoff og guitarist Kristian Ki. Bandet nåede at spille en række koncerter rundt i Danmark, inden bandet gik hver til sit.

## Diskografi
- "Smiling" feat. Al Jacobi (2019)
- "Vera" (2020)
- "We Never Danced" (2020)